# ヌーリ・ジョンケル
ヌーリ・ジョンケル (Mehmet Nuri Conker)は、オスマン帝国末期およびトルコ共和国初期の軍人。トルコの政治家。ムスタファ・ケマル・アタテュルクの最も古くからの友人として知られている。最終階級は大佐。

## オスマン帝国
1881年10月13日 (ルーミー暦1297年9月30日)、サロニカ (トルコ語名：セラーニク、現テッサロニキ)でオスマン・ベイとアイシェ・ハヌムの息子として生まれた。
サロニカ陸軍幼年学校、モナスティル陸軍少年学校を経て、1902年12月6日に陸軍士官学校 (1318年入学組歩兵科15席)を歩兵少尉として卒業した。12月7日に陸軍大学に進み、1905年10月23日に同学を優秀大尉として修了し、第42予備連隊第4中隊長に任命された。
1907年、第3軍第5狙撃大隊副大隊長、第5軍下士官学校長を歴任した。1908年、模範大隊の教官補となり、ドイツ帝国皇帝ウィルヘルム2世を大隊とともに、ヤニヤ (現ヨアニナ)で出迎え、皇帝の閲兵を受けた。1909年4月13日の3月31日事件が起きると、4月11日、イスタンブールに入城しマチカ兵営兵舎を占拠し、4月24日のタシュクシュラの戦いに参加した。
1910年にサロニカの参謀士官養成所副司令官となった後、アルバニア反乱の鎮圧任務に就いた。1911年3月31日、試験に合格し参謀となった。1911年6月9日、ユスキュプ二等予備師団の参謀となり、10月18日、伊土戦争が勃発すると、ベンガジ地区に派遣され、12月19日、ベンガジ戦隊参謀に任命された。1912年5月23日、少佐に昇進し、トリポリタニアで活動した後、10月3日、イスタンブールに戻った。バルカン戦争では、トゥルグート・レイス級装甲艦「トゥルグート・レイス」付参謀を経て、ダーダネルス海峡要塞地区参謀、カヴァク支隊参謀を歴任し、1913年2月8日、ボラユル地区で負傷し、治療のため、1913年4月14日から1ヶ月半程ドイツに滞在した。

## 第一次世界大戦
その後、参謀本部第2課ブルガリア係長、第1師団参謀長を務めた後、第3軍団隷下の第24連隊長に任命され、第一次世界大戦では、同連隊を指揮してスエズ運河作戦に参加した。その後、ガリポリ戦線に移り、1915年8月10日、ジョンクバユルの戦いで負傷した。パンガルトゥ病院で治療を受け、1915年8月23日に中佐に昇進し第8師団長に任命され、カフカース戦線に送られた。戦線での功績により2年の戦時加算が付与された。3ヶ月間の傷病休暇を得てイスタンブールに来た後、1917年4月23日、駐在武官としてハーグに赴任した。

## トルコ独立戦争

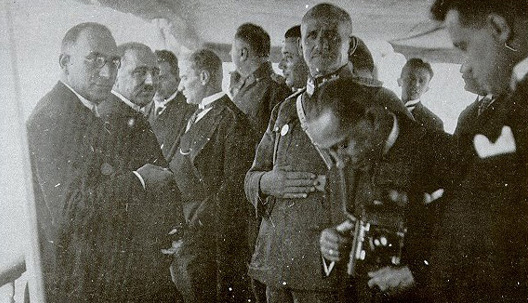
ムスタファ・ケマル・パシャのエーゲ海歴訪の途上で、1928年6月5日、ヨット「エルトゥールル」号の甲板にて。左から右へ：ヌーリ・ベイ、ムスタファ・ケマル・パシャ、ファフレッディン・パシャ (背後)、シュクリュ・ナイリ・パシャ

ムドロス休戦協定後、1920年6月、アナトリアに渡りアンカラに至った。6月13日、出版情報総局長、9月11日、アンカラ司令部司令官兼アンカラ県知事、9月16日から1921年の3月まで、第41師団長兼アダナ県知事としてキリキア地方でフランス軍と戦った。1921年3月にドイツに派遣され、軍需物資の調達と輸送の任務に従事した。1921年9月1日、大佐に昇進した。1923年8月1日、第二期大国民議会でキュタヒヤ県から601票を獲得して選出された。1927年2月22日に赤帯付独立勲章を授与され、5月1日、第三期大国民議会でキュタヒヤ県から再選され、7月10日に希望により軍を退役した。

## 自由共和党
1930年8月12日にアリ・フェトヒ・ベイ党首のもと結成された自由共和党の書記長を務めた。しかし、同党は、1930年11月17日に解散した。

## 晩年
1931年5月4日、第四期大国民議会選挙でガーズィアンテプ県から大国民議会議員に選出され、大国民議会副議長を1935年まで務めた。1935年5月1日、第五期大国民議会選挙で同選挙区から再選された。1937年1月7日、意識を消失し、1月11日、アンカラで亡くなり、ジェベジ殉職者墓地に埋葬されたが、1988年にトルコ国立墓地に改葬された。

## 家族
- アイシェ・ハヌム：夫人、セリム・ジャヒト：息子、ジャヒデ：娘、メスート・ギョカルプ：息子
- サーリフ・ボゾク：義理の兄弟 (ヌーリの妹デュッリイェ・ハヌムの夫)

## 著書
- Nuri Conker, Zâbit ve kumandan, Derseadet-Tanin Matbaasi, 1959.